# Miguel Ángel Pérez Sarmiento
Miguel Ángel Pérez Sarmiento (n. el 2 de abril de 1979 en Veracruz de Ignacio de la Llave, Veracruz, México) es un exfutbolista mexicano cuya posición fue defensa.

## Trayectoria
Defensa veracruzano que debutó en Primera División de México con el Atlético Celaya en el Apertura 2002, equipo que se mudó a Cuernavaca como Colibríes de Morelos y descendió en el Clausura 2003. Para el Apertura 2003 pasa a las filas del San Luis donde tiene una actividad regular y, pese al descenso de los gladiadores al final del Clausura 2004, se queda en Primera División de México como refuerzo del Necaxa.
Actualmente juega en el gran equipo Real JCB (2013-2015) de la Liga Veracruzana en donde acaba de salir campeonísimo del último torneo, aportando su experiencia y profesionalismo.
Se encuentra en planes y proceso para aperturar su Escuela de Fútbol, con el fin de transmitir todos sus conocimientos de fútbol a los niños, jóvenes y adultos.

### Clubes
| Club                 | País                | Año       | Partidos | Goles | Media |
| -------------------- | ------------------- | --------- | -------- | ----- | ----- |
| Veracruz             | México              | 2001      | 1        | 0     | 0     |
| Atlético Celaya      | México              | 2002      | 13       | 0     | 0     |
| Colibríes de Morelos | México              | 2003      | 19       | 1     | 0.05  |
| San Luis F. C.       | México              | 2003-2004 | 32       | 1     | 0.03  |
| Alacranes de Durango | México              | 2004-2005 | 48       | 0     | 0     |
| Club Necaxa          | México              | 2006      | 9        | 0     | 0     |
| Alacranes de Durango | México              | 2006-2007 | 34       | 1     | 0.03  |
| Tampico Madero F. C. | México              | 2008-2009 | 17       | 0     | 0     |
| Altamira F.C.        | México              | 2011      | 1        | 0     | 0     |
| Total en su carrera  | Total en su carrera | 2001-2011 | 174      | 3     | 0.02  |

- Datos: Q5944287